# Repeaters
Pour plus de détails, voir Fiche technique et Distribution.
Repeaters est un thriller canadien de 2010 réalisé par Carl Bessai, écrit par Arne Olsen (fi), avec les acteurs Dustin Milligan, Amanda Crew, et Richard de Klerk, jouant le rôle de jeunes adultes qui se retrouvent piégés dans une boucle temporelle.

## Synopsis
Kyle Halsted, Sonia Logan, et Michaël Weeks sont tous les trois dans un centre de réadaptation pour drogués. Bob Simpson, le directeur, leur demande de présenter des excuses aux proches qu'ils ont blessés à cause de leur toxicomanie. Lorsque Kyle essaye de s'excuser auprès de sa petit sœur Charlotte, elle le repousse rageusement, et le principal du lycée le fait partir sans discuter. Sonia va voir son père mourant à l'hôpital, mais ne peut se résoudre à l'affronter en face. Michaël rend visite à son père en prison, mais la conversation tourne court lorsque son père finit par l'insulter. Lorsque Bob les incite à parler de leur journée pendant une séance de thérapie, ils refusent, et Michaël part en furie. Plus tard, en discutant de l'inutilité de la thérapie de Bob, Sonia apprend que son père vient de mourir. Pendant que le trio essaye de gérer sa souffrance émotionnelle, un orage approche, et chacun d'entre eux est électrocuté et perd connaissance.
Quand ils se réveillent le lendemain matin, les événements de la veille se répètent. Kyle, Sonia et Michaël vivent la journée difficilement et refont les mêmes actions dans un état second. Quand ils parlent de leur situation, Michaël est intrigué par les possibilités d'action sans conséquences qui s'offrent à eux, mais Kyle les convainc d'intervenir pour empêcher un anonyme de se jeter d'un barrage (événement dont il a entendu parler au journal télévisé). Ils se rendent au barrage, mais arrivent trop tard pour empêcher la personne de se jeter dans le vide. Michaël leur suggère de profiter de la situation, et ils commettent plusieurs délits qui les conduisent en prison. Finalement, alors que les jours se répètent sans fin, ils s'embarquent dans une escalade de drogues et de folies criminelles qui se termine par le violent kidnapping d'un vendeur de drogue, le fournisseur de Kyle dont Charlotte est aussi devenue cliente.
De retour au barrage, Michaël risque sa vie avec insouciance en marchant sur le garde-fou et défie Sonia de faire de même. Lorsqu'elle glisse, Michaël rigole simplement, en refusant d'aider Kyle à la sauver. Sonia se tue en tombant dans le vide, pourtant elle se réveille le lendemain matin en poussant un soupir. Sonia prétend n'avoir aucun souvenir de la journée veille de sa mort, et le trio devient enthousiaste à l'idée de leur apparente immortalité.
Le jour suivant, alors que Kyle et Sonia venaient de sauver la personne qui voulait se jeter du haut du barrage, ils découvrent que Michaël a violé une des amies de Charlotte. Quand Kyle et Sonia mettent Michaël devant le fait accompli, il les accuse d'hypocrisie en expliquant que ses actions sont excusables, étant donné que tout est effacé le lendemain. Au fil des jours qui se répètent, le comportement de Michaël devient plus violent et antisocial. Secoué par le comportement de ce dernier, Kyle lui tend une embuscade et l'attache à une chaise. Kyle et Sonia deviennent amoureux l'un de l'autre et travaillent à réparer leurs erreurs, mais Michaël se moque de Kyle ; il prétend que l'abus sexuel dont a été victime Sonia pendant son enfance n'est qu'un acte anodin. Cependant, alors que Kyle et Sonia réussissent à faire la paix avec leur passé, la boucle temporelle s'arrête soudainement, mais Michaël ne le réalise qu'au milieu d'un violent carnage qui finit par le meurtre absurde de deux personnes. Paniqué, Michaël prend Charlotte en otage, et finit par se suicider après que Kyle ait essayé de le raisonner. Dans la scène finale, Michaël se réveille à nouveau, pris dans sa propre boucle temporelle.

## Fiche technique
- Titre original : Repeaters
- Titre français : Repeaters
- Réalisation : Carl Bessai
- Scénario : Arne Olsen (fi)
- Pays d'origine :  Canada
- Langue originale : anglais
- Genre : thriller, fantastique
- Date de sortie : 13 septembre 2010[1]

## Distribution
- Dustin Milligan : Kyle Halsted
- Amanda Crew : Sonia Logan
- Richard de Klerk : Michael Weeks
- Alexia Fast : Charlotte Halsted
- Benjamin Ratner : Bob Simpson
- Gabrielle Rose : Peg Halsted
- Hrothgar Mathews : Ed Logan
- John Tench : Charles Weeks

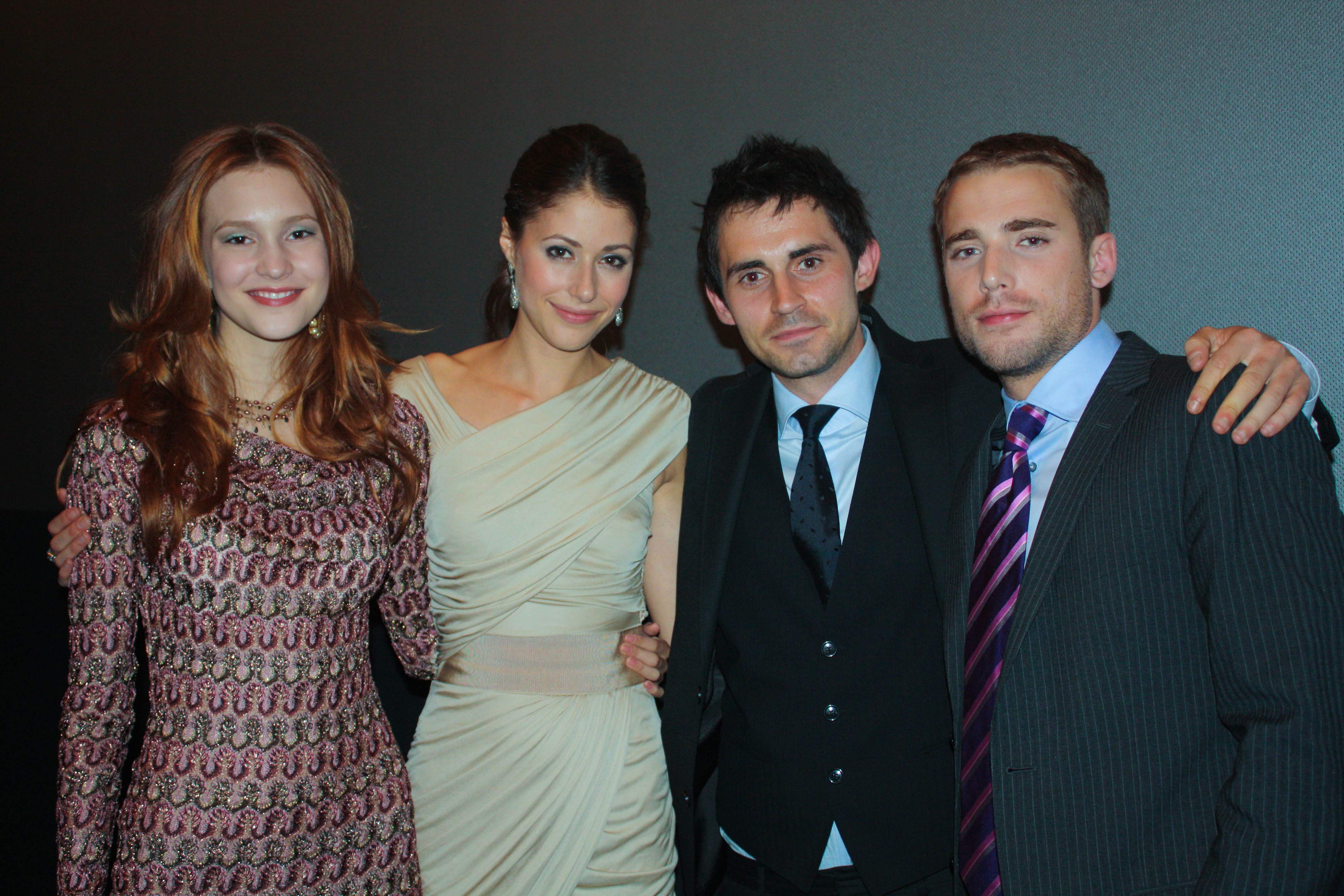
Les acteurs de Repeaters au Festival International du film de Toronto (de gauche à droite) : Alexia Fast, Amanda Crew, Richard de Klerk, et Dustin Milligan

- Emily Perkins : la personne qui saute du haut du barrage
- Tom Scholte : sergent Gerald Tibbs
- Michael Adamthwaite : Tiko Taylor
- Manoj Sood : M. Singh
- John Cassini : Lieutenant Howard
- Anja Savcic : Michelle
- Michael Kopsa : M. Greeber

## Production
Le tournage s'est déroulé à Mission en Colombie Britannique du 11 au 31 janvier 2010.

## Sortie
Le film a été présenté au Festival International du film de Toronto. Il est sorti en DVD le 9 août 2011.

## Accueil
Rotten Tomatoes, un site de critiques, rapporte que 20 % des cinq critiques sondés avaient un avis positif ; la note moyenne est de 4,2/10. De nombreux commentateurs l'ont comparé à Un jour sans fin, y compris la vedette Richard de Klerk, qui décrivait le film comme "Un Jour sans fin sous cocaïne". Robert Koehler de Variety l'a appelé "une version tout à fait sérieuse d'Un Jour sans fin" qui "apporte sa petite vitalité personnelle". Scott A. Gray de Exclaim! écrivait que ce film n'était pas aussi moralisateur que prévu, mais pas encore l'hallucination promise par le slogan. Joel Harley de Starburst (en) le notait 8/10 étoiles et écrivait qu'il s'agissait d'une interprétation cynique d'Un Jour sans fin, ni originale ni trop peu originale pour être appréciée. Chris Knight du National Post la considérait comme une version compliquée, intelligente, et élégante d'Un Jour sans fin, qui introduit plus de variables et de personnages égoïstes. Bruce DeMara du Toronto Star le notait 3,5/4 étoiles et le décrivait comme "Un Jour sans fin mais sans les rires avec une interprétation sauvage et cérébrale." Kate Taylor de The Globe and Mail le notait 2,5/4 étoiles.